# Pycnostachys de-wildemaniana
Pycnostachys de-wildemaniana là một loài thực vật có hoa trong họ Hoa môi. Loài này được Robyns & Lebrun miêu tả khoa học đầu tiên năm 1928.